# Sánchez (Kostaryka)
Sánchez – dystrykt w Kostaryce; w prowincji San José.

## Geografia
Sánchez ma powierzchnię 4,53 km² i leży na wysokości 1250 metrów nad poziomem morza.

## Demografia
W 2011 roku dystrykt Sánchez liczyło 5364 mieszkańców.

## Transport

### Transport drogowy
Przez Sánchez biegną następujące drogi krajowe:
- Droga krajowa nr 2
- Droga krajowa nr 221
- Droga krajowa nr 251
- Droga krajowa nr 252